# Бут, Джуниус Брутус
Джуниус Брутус Бут (1 мая 1796, Сент-Панкрас — 30 ноября 1852, Луисвилл, Кентукки) — английский актёр XIX века. Он был отцом актёра Джона Уилкса Бута, убийцы президента США Авраама Линкольна. Среди других его детей были Эдвин Бут, выдающийся трагик середины-конца XIX века, Джуниус Брутус Бут-младший, актёр и театральный менеджер, и Азия Бут Кларк, поэтесса и писательница.

## Ранняя жизнь и образование
Бут родился в Сент-Панкрасе, Лондон, Великобритания; сын Ричарда Бута, адвоката и страстного сторонника США, и Джейн Элизабет Гейм. Его дедом по отцовской линии был Джон Бут, серебряник, а бабушка по отцовской линии, Элизабет Уилкс, была родственницей английского радикала и политика Джона Уилкса. Пока Джуниус рос, отец Бута пытался пристроить сына в длинную череду профессий. Бут вспоминает о своём детстве: «мои контролёры предназначили меня сначала в типографию, потом в архитекторы, потом в скульпторы и моделисты, потом в юристы, потом в моряки — из всех этих профессий я предпочитал профессию скульптора и моделиста.»
В августе 1814 года Джуниус познакомился с Мари Кристиной Аделаидой Деланной, когда она жила в доме своей матери в Брюссельском столичном регионе. Она последовала за ним в Лондон, где они в конце концов поженились 17 мая 1815 года, вскоре после его 19-летия. Их первый ребенок, Амелия Порция Аделаида Бут, родилась 4 месяца, 2 недели и 4 дня спустя, 5 октября 1815 года, но умерла 7 июля 1816 года. Их единственным ребёнком, пережившим младенчество, был Ричард Джуниус Бут (1819—1868).

## Карьера
Интерес Бута к театру возник после того, как он посетил постановку «Отелло» в театре Ковент-Гарден. Перспективы славы, богатства и свободы очень привлекали молодого Бута. Он проявил актёрский талант с раннего возраста, к 17 годам решил сделать карьеру в театре. Он исполнил роли в нескольких небольших театрах по всей Англии и присоединился к турне по Нидерландам в 1814 году, вернувшись на следующий год, чтобы дебютировать в Лондоне.
Бут приобрёл народную известность в Англии благодаря своему выступлению в главной роли Ричарда III в 1817 году в театре Ковент-Гарден. Критики благосклонно сравнивали его выступления с выступлениями Эдмунда Кина, который в то время был самым выдающимся трагиком Британии. Сторонники двух актёров, называемые бутитами и кинитами, иногда начинали ссоры на площадках, где они играли вместе. Это не помешало им играть в одних и тех же пьесах; Кин и Бут играли в нескольких шекспировских постановках в театре Друри-Лейн с 1817 по 1821 год.

### Переезд в США
В 1821 году Бут эмигрировал в Соединённые Штаты Америки вместе с Мэри Энн Холмс, цветочницей, бросив жену и маленького сына. Бут и Холмс утверждали, что поженились в том же году и поселились в 1822 году близ Бел-Эйра, штат Мэриленд. Долгие годы они жили в купленном Бутом бревенчатом домике, который перевезли на 150 акров и побелили. Незадолго до своей смерти он начал строить гораздо более величественный дом, который назвал Тюдор-Холл. Он был внесён в Национальный реестр исторических мест в 1973 году.
Бут был быстро приглашён на роль Ричарда III, и менее чем за год Бут стал самым выдающимся актером в Соединённых Штатах. Критик Уильям Уинтер утверждал: «За ним следили как за чудом. Упоминание его имени возбудило энтузиазм, который не мог пробудить никто другой». Он начал 30-летнюю актёрскую карьеру, которая сделала его знаменитым по всей стране. Бут побывал в таких городах, как Балтимор, Бостон и Нью-Йорк.
Сохранилась история, впрочем, согласно некоторым источникам, недостоверная, состоящая в том, что Джуниус Брутус Бут был прославлен за исполнение «Ореста» на французском языке в Новом Орлеане. Театральный менеджер Ноа Ладлоу, который в то время выступал вместе с Бутом в Американском театре в Новом Орлеане, рассказывает о реальных событиях, начиная со страницы 230 своих мемуаров «Драматическая жизнь как я её нахожу», и заключает: «поэтому я считаю историю мистера Бута, исполнившего „Ореста“ на французском языке, на французской сцене, в целом ошибкой, возникшей из-за того, что он сыграл этого персонажа во французском театре Нового Орлеана в 1822 году, но на английском языке». Дочь Бута Азия написала, что её отец свободно говорит по-французски, и процитировала рецензию на эту тему. Однако рецензенты не забывали о том, что французское произношение Бута было далеко не идеальным. В 1823 году Бут исполнил роль в Нью-Йорке в английской адаптации Эмброуза Филипса с Мэри Энн Дафф в роли Гермионы.

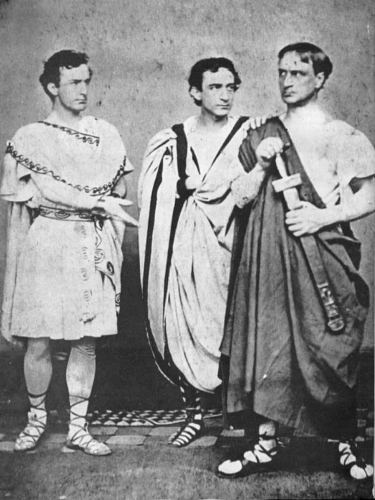
Слева направо: Сыновья Бута, Джон, Эдвин и Джуниус-младший в постановке Юлий Цезарь

В 1825—1826 и 1836—1837 годах Бут совершил турне по своей родной Англии. На второе из них он взял с собой всю свою семью. Во время их пребывания в Англии один из его детей, Генри Байрон, заболел оспой.
К 1831 году он стал менеджером театра Адельфи в Балтиморе. Его признание продолжало расти на протяжении всей его жизни; Уолт Уитмен описал его как «величайшего гистриона [sic] современности». Хотя его отношения с Мэри Энн Холмс, его предполагаемой женой, были относительно счастливыми, четверо из их детей умерли, трое в том же году (1833), когда произошла эпидемия холеры. Кроме того, он страдал алкоголизмом, который сказывался на всей семье.
Алкоголизм Бута также приводил к тому, что он становился всё более непредсказуемым и безрассудным. Он бросал реплики, пропускал сцены и создавал хаос на сцене. Во время исполнения «Гамлета» Бут внезапно покинул сцену, где играл с Офелией, взбежал по лестнице и сидел на заднем плане, кукарекая, как петух, пока его не забрал менеджер. Однажды его пригласили на аншлаговое представление в Ричмонде, а потом он на несколько дней исчез из города. В конце концов его нашли с «оборванными, одурманенными негодяями, величайшего актёра на американской сцене».
Алкоголизм и жестокость Бута часто вызывали проблемы на сцене во время его выступлений. В нескольких случаях, когда он играл заглавного персонажа в Ричарде III, актёр, игравший графа Ричмонда, бежал со сцены, когда Бут становился слишком агрессивным во время их дуэльной сцены. Однажды вечером, когда Бут выступал в роли Отелло, актрису, игравшую Дездемону, пришлось спасать другим актёрам, когда Бут попытался действительно задушить её подушкой.
Вскоре Бут стал настолько ненадёжен, что его пришлось запереть в гостиничном номере с дежурным охранником. Часто он всё же находил способ сбежать, чтобы выпить в ближайшей таверне. Однажды, когда директор театра запер Бута в своей гримёрке перед спектаклем, Бут подкупил служащего сцены, чтобы тот вышел и купил бутылку виски. Пока служащий сцены стоял за дверью, Бут просунул в замочную скважину соломинку для питья и отхлебнул виски из бутылки.
Бурное поведение Бута за сценой тоже было примечательным. В Чарльстоне в 1838 году Бут был настолько пьян, что напал на своего друга Тома Флинна с кочергой для камина. Чтобы защититься, Флинн ударил Бута по лицу, сломав ему нос и навсегда изменив профиль актёра и его голос.
В 1835 году Бут написал письмо президенту Эндрю Джексону, требуя помиловать двух пиратов. В письме он угрожал убить президента. Хотя в начале того же года на президента также могла быть совершена реальная попытка убийства, письмо считалось мистификацией, пока анализ почерка письма, написанного через несколько дней после угрозы, не привёл к выводу, что письмо на самом деле было написано Бутом. Бут извинился перед Джексоном, хотя, поскольку он и Джексон были друзьями, «угроза», вероятно, была неуклюжей попыткой Бута пошутить. Спустя десятилетия сын Бута, Джон Уилкс, убил президента Авраама Линкольна.

## Остаток жизни
В 1852 году Бут был вовлечён в турне по Калифорнии со своими сыновьями Эдвином и Джуниусом-младшим, выступая в Сан-Франциско и Сакраменто, где проливные дожди не только закрыли театры, но и серьёзно истощили запасы еды. Инфляция резко возросла, и Буты вернулись в Сан-Франциско, не заработав ни цента. 1 октября он покинул Сан-Франциско без своих сыновей. (Джуниус-младший ранее обосновался там, обзавёлся домом, а Эдвин выбыл из игры самостоятельно, выступая на различных площадках в северной Калифорнии).
Бут сказал своей первой жене во время своего первоначального отъезда из Англии, что он будет гастролировать по Соединённым Штатам в течение нескольких лет, но пошлёт ей деньги, чтобы поддержать её и своего маленького сына Ричарда, но сестра Бута и её муж позже прибыли со своими детьми из Англии и потребовали, чтобы их разместили и поддержали в обмен на то, что они будут хранить молчание о его американской семье.
Спустя несколько лет это соглашение стало финансово несостоятельным, и Бут перестал так регулярно посылать жене деньги. Это побудило Аделаиду отправить своего сына, которому было 25 лет, в Балтимор. В течение трёх лет Бут каким-то образом заставлял его поверить в то, что он живёт один, но в конце концов Ричард открыл правду. Он послал сообщение своей матери, которая прибыла в Балтимор в декабре 1846 года и столкнулась с Бутом, когда он вернулся домой из турне в марте. Прожив необходимые три года в Мэриленде, она смогла развестись с ним в феврале 1851 года.
10 мая 1851 года, когда самому младшему из их 10 детей исполнилось 11 лет, Бут наконец-то женился на Мэри Энн Холмс.

## Смерть
Во время путешествия на пароходе из Нового Орлеана в Цинциннати в 1852 году у Бута развилась сильная лихорадка, предположительно от употребления нечистой речной воды. Врача на борту не было, и Джуниус умер на пароходе близ Луисвилля, штат Кентукки, 30 ноября 1852 года. Вдова Бута, Мэри Энн, приехала в Цинциннати одна, чтобы забрать его тело.
Бут похоронен на кладбище Грин-Маунт в Балтиморе.

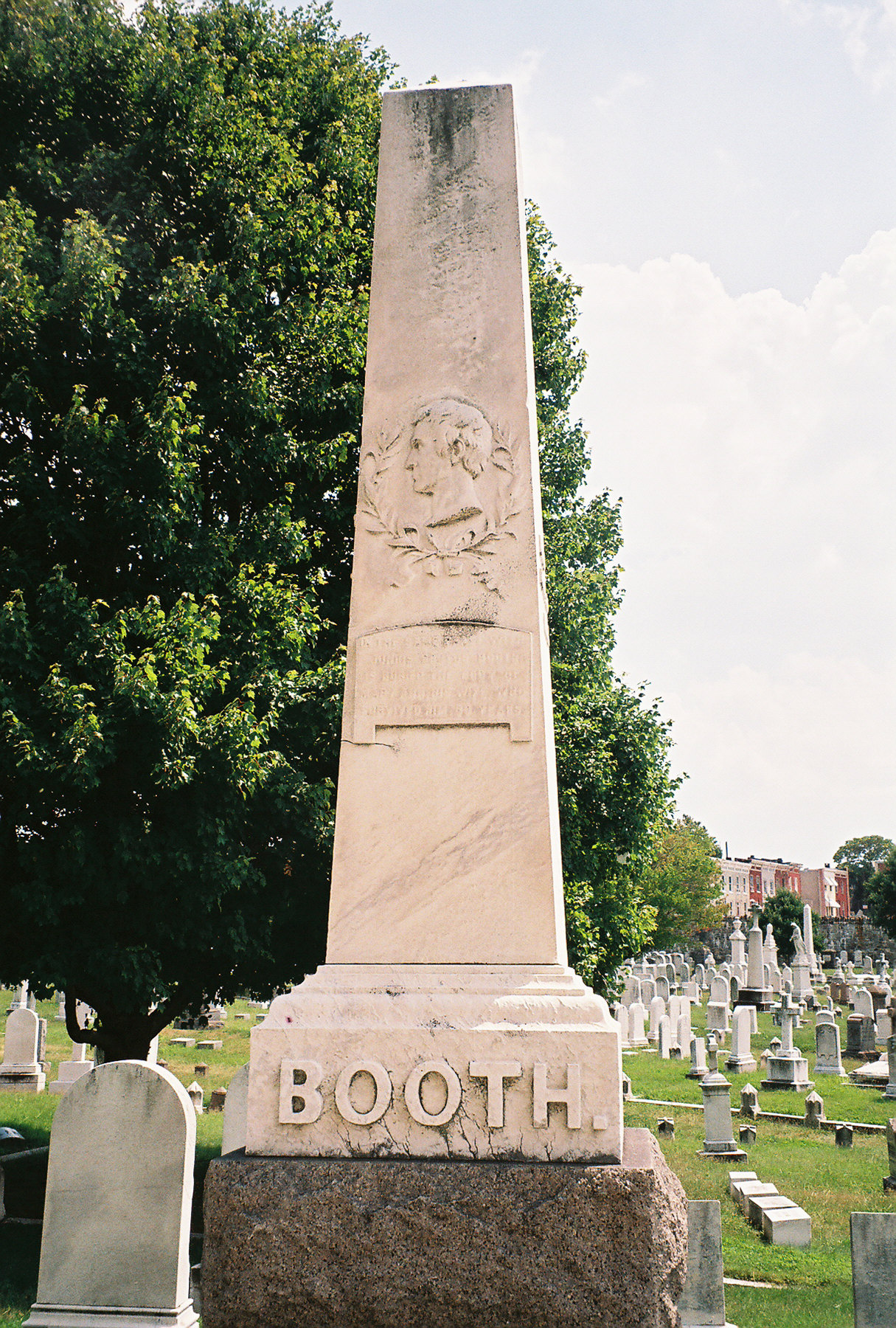
Могила Бута на кладбище Грин-Маунт в Балтиморе
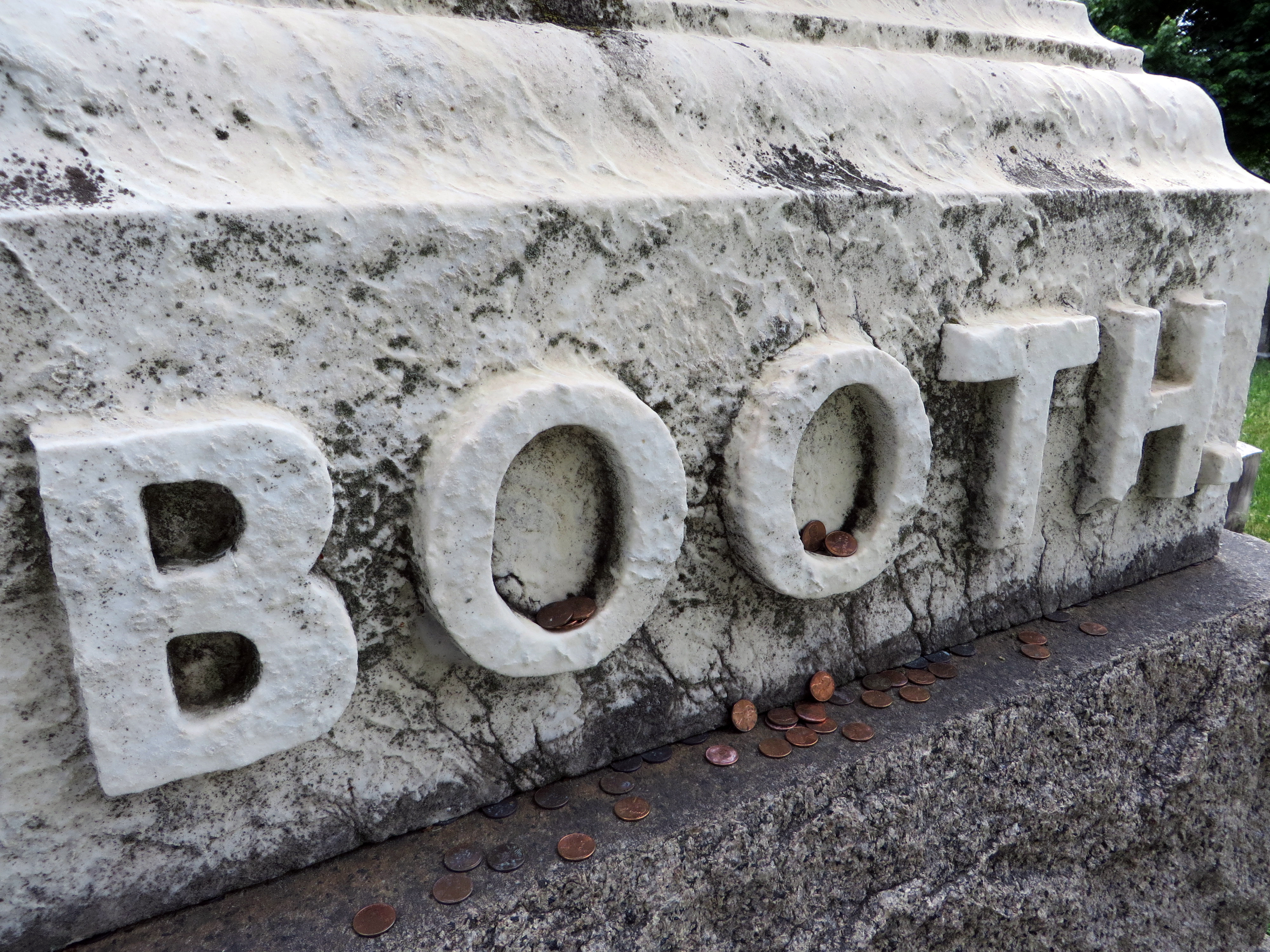
Посетители участка семьи Бут часто оставляют одноцентовые монеты, изображающие Линкольна на аверсе, на памятнике отцу Джона Уилкса Бута, Джуниусу.

## Память
Джуниус Брутус Бут был посмертно занесён в Зал славы американского театра в 1981 году.

## Воплощение на экране
Роберт Уорвик сыграл Джуниуса Брутуса Бута в фильме «Фермер берёт жену» (1935)
Рэймонд Мэсси сыграл Джуниуса Брутуса Бута в «Принце игроков» (1955)